# Nicholas Hawksmoor

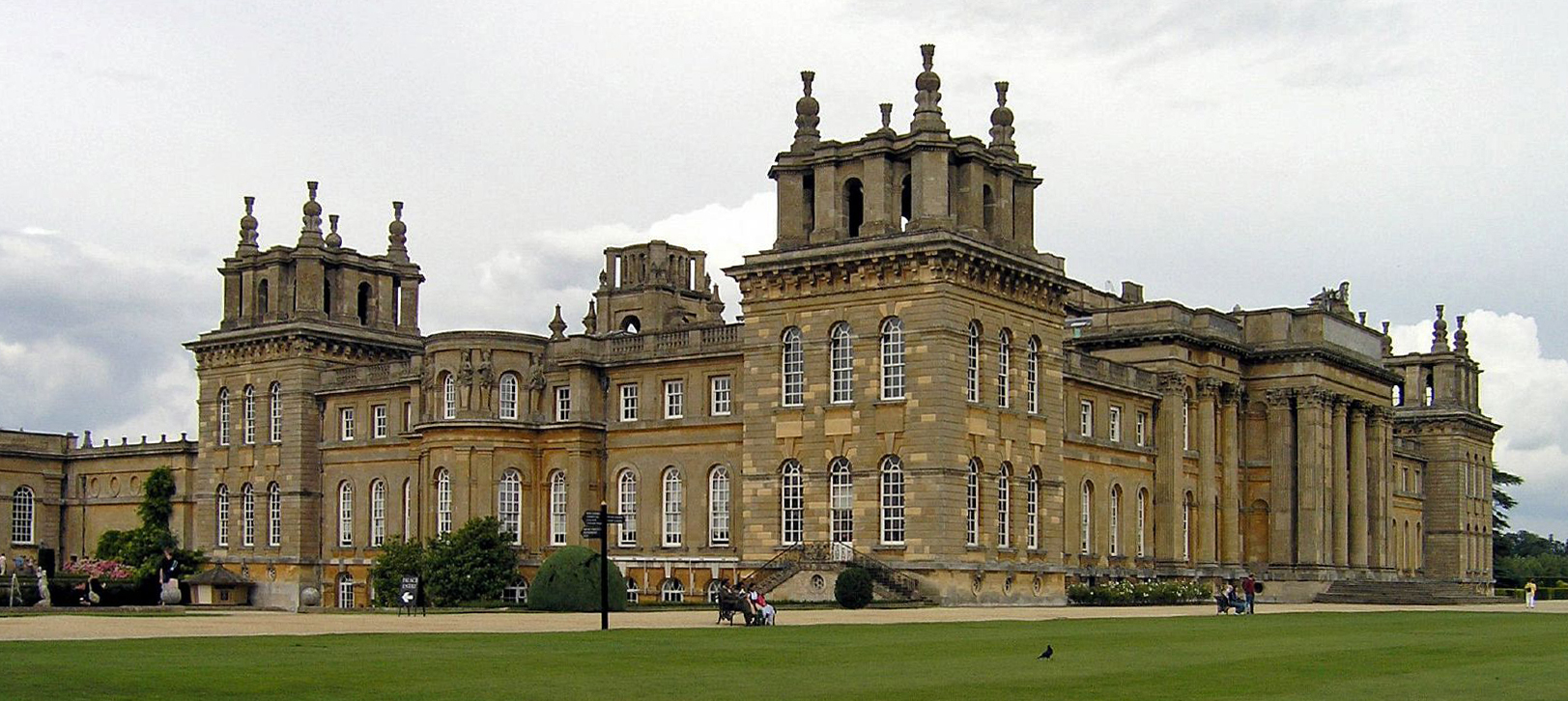
Blenheim Palace

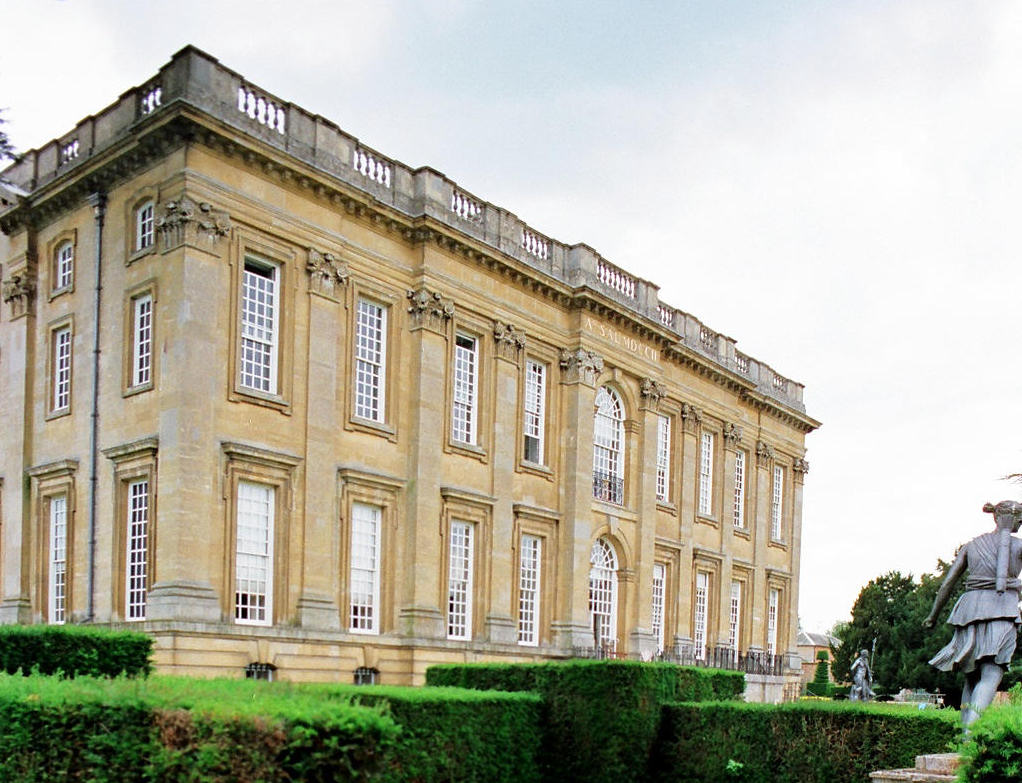
Easton Neston

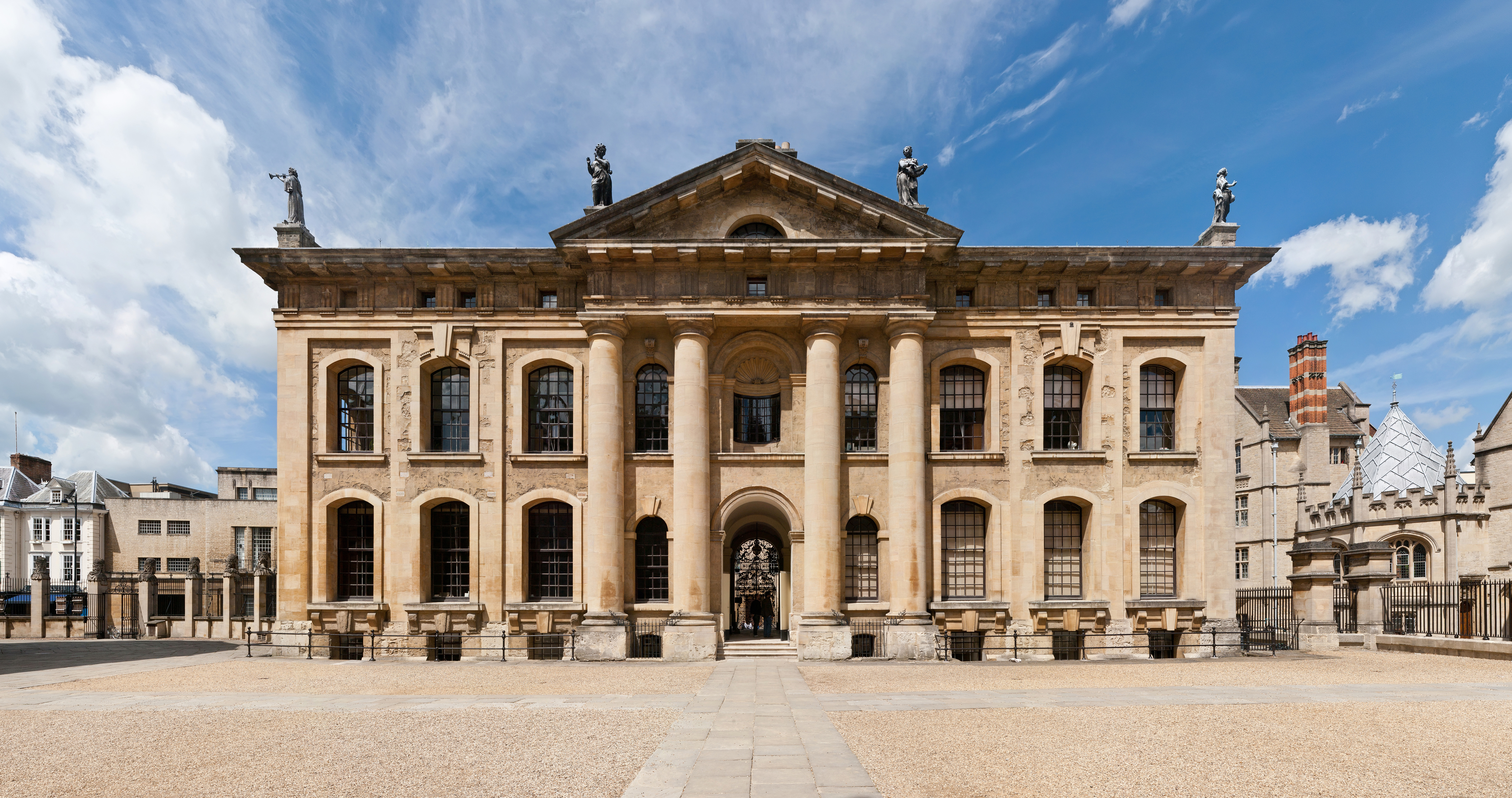
Das Clarendon Building in Oxford

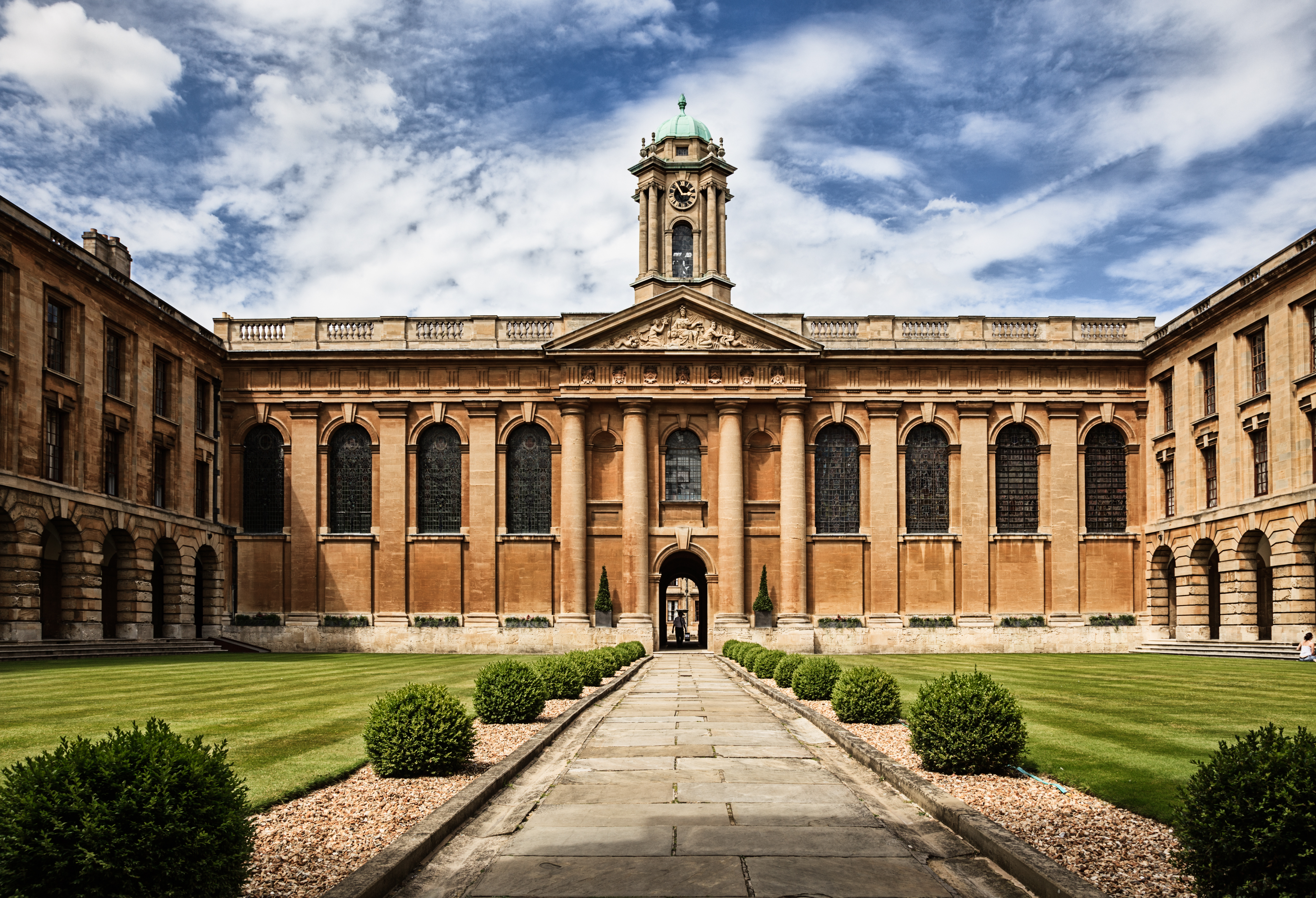
Oxford, Innenhof des Queen’s College

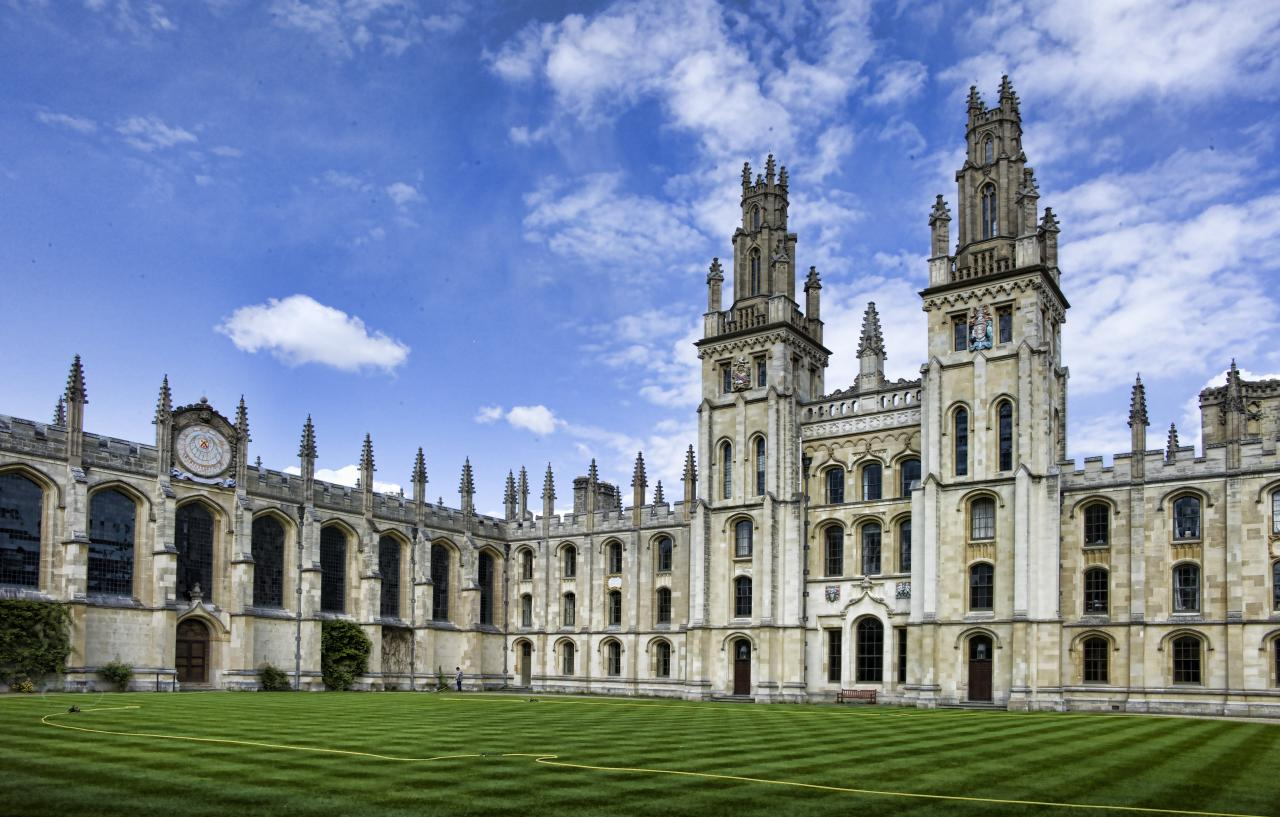
Oxford, Innenhof des All Souls College

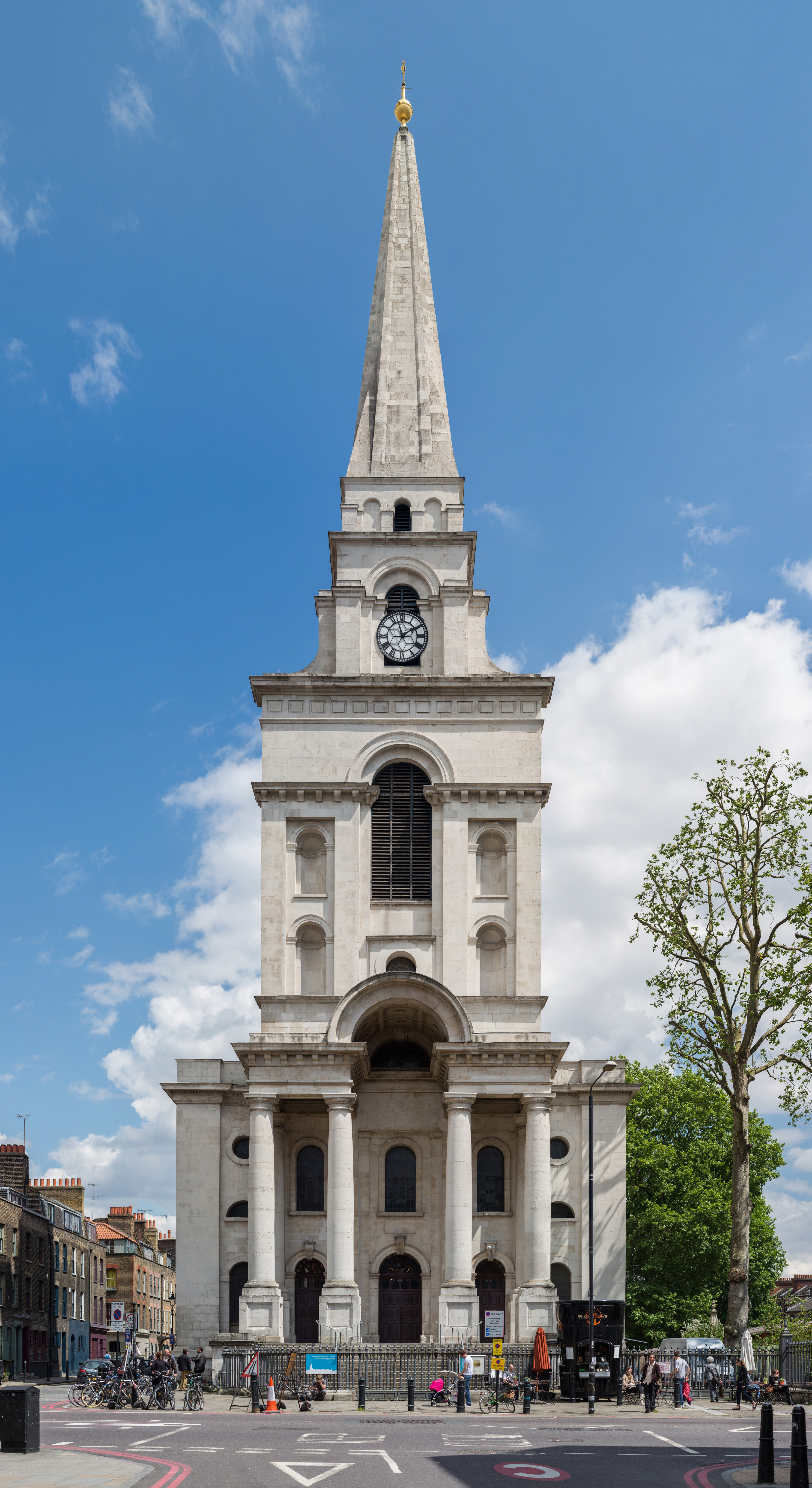
Christ Church, Spitalfields

Nicholas Hawksmoor (* 1661 vermutlich in East Drayton, Nottinghamshire; † 25. März 1736 in London) war ein englischer Architekt des Barocks. Er gilt nach John Vanbrugh als der größte Individualist dieser Epoche.

## Biografie
Nicholas Hawksmoor wurde als Sohn einer Bauernfamilie in Nottinghamshire geboren. Mit 18 Jahren arbeitete er als Mitarbeiter von Sir Christopher Wren, unter anderem beim Bau des Greenwich Hospital. Über die nachfolgenden Jahrzehnte entwarf Hawksmoor mehrere Projekte, um die von Wren angelegte Folge von Höfen durch den Monumentalbau einer Chapel zum städtebaulichen Abschluss zu bringen, von denen aus Kostengründen aber keines umgesetzt wurde. 1690 wurde er von John Vanbrugh übernommen, mit dem er gemeinsam am Castle Howard und am Blenheim Palace baute. Nachdem sich Vanbrugh nach dem Tod von John Churchill, 1. Duke of Marlborough mit dessen Witwe Sarah Churchill wegen der Baukosten überwarf, übernahm Nicholas Hawksmoor die weitere Bauausführung von Blenheim Palace.
1702 machte sich Hawksmoor als Architekt selbständig und kombinierte in seinen Arbeiten klassische Elemente des Barocks, Ideen seines Lehrmeisters Vanbrugh und Vorgaben aus der römischen Antike sowie der Gotik. Sein erster eigener Bau war ab 1694 das Herrenhaus Easton Neston in Northamptonshire, zu dem es bereits eine Vorplanung Wrens gab. Der kubische Baukörper im Außenbau durch eine zur Mitte hin gestaffelte monumentale Pilasterordnung artikuliert.
Ab 1708 war Hawksmoor zunehmend mit Bauten der Universität Oxford betraut. 1712 bis 1713 erbaute er das Clarendon Building mit einem viersäuligen, übergiebelten dorischen Portikus, nachdem er in einem Vorprojekt einen Dreiecksgiebel über die gesamte Breite des Bauwerks vorgesehen hatte. Für Queen’s College (Oxford) entwarf er mehrere Gesamtplanungen, wobei lediglich der Bau des Nordflügels auf ihn zurückgeführt wird. Für All Souls College entwarf er zunächst mehrere Alternativprojekte für einen neuen Hof in der für ihn charakteristischen klassischen Formensprache, um dann, unter Einbeziehung der spätgotischen Kapelle des 15. Jahrhunderts, mit dem Ausführungsentwurf in die Nachgotik zu wechseln. In den Jahren 1712 und 1713 entwarf Hawksmoor zudem ein umfassendes Projekt für den Neubau von King’s College in Cambridge, das aber, wie auch das vor dem College geplante Forum, nicht zur Ausführung gelangte. Bereits seit 1712 war Hawksmoor mit der Planung für das Bibliotheksgebäude der Radcliffe Camera als einen kreisförmigen Zentralbau befasst, wofür er ein hölzernes Modell anfertigte. Ausgeführt wurde das Bauwerk nach dem Tod Hawksmoors 1737 bis 1746 in leicht modifizierter Form von James Gibbs. Die Idee des kreisförmigen Zentralbaus verwirklichte er hingegen ab 1729 im Mausoleum von Castle Howard, das eine direkte Nachbildung des Tempietto di Bramante in Rom darstellt.
1711 wurde Hawksmoor vom britischen Parlament als leitender Architekt für das Bauvorhaben von Fünfzig Neuen Kirchen in London eingesetzt, wobei sechs der insgesamt nur zwölf realisierten Kirchen – St Alfege (Greenwich) (1712–1724), St George’s-in-the-East (1714), St Anne’s, Limehouse (1712–1724), St Mary Woolnoth (1716–1727), Christ Church, Spitalfields (1723–1739) und St George’s, Bloomsbury – nach seinem Entwurf ausgeführt wurden. Zwei weitere Kirchen – St John’s, Horsleydown in Southwark und St Luke’s, Old Street – entstanden in Zusammenarbeit mit John James. Bei diesen Kirchenbauten gelang es ihm, für jedes der Bauwerke eine individuelle Lösung auszuarbeiten und vor allem durch deren Turmbauten städtebaulich wirksame Akzente zu setzen, so in der Kirche St Michael, Cornhill, bei deren Turmbau er auf spätgotische Vorbilder des Perpendicular Style zurückgriff. 1734, nach dem Tode Wrens, begann Hawksmoor mit dem Ausbau der gotischen Westtürme von Westminster Abbey, die nach dessen Tod aber bis 1746 von John James zu Ende geführt wurden.